# Indio Mayta
Miguel Ángel Silva Rubio (Caserío de Quinuamayo, 25 de diciembre de 1931 - Lima; 19 de junio de 2010), más conocido como Indio Mayta,  fue un músico vernacular difusor del folclore cajamarquino, considerado un ícono de la cultura popular del Perú.

## Biografía

### Primeros años
Nació en el distrito de Miguel Iglesias en la provincia cajamarquina de Celendín, en una familia de origen humilde. En los años 40 se trasladó, con su familia, a la ciudad de Trujillo, en donde se dedicó a los más diversos trabajos para subsistir, de este modo laboró como lustrador de zapatos, vendedor de periódicos y tamales. Luego se desempeñó como empleado en una fábrica de helados. Durante todo ese período nunca dejó de lado su afición por el canto.

### Inicios en la música
Participó en la compañía del folclor "Inka del Perú". A los 20 años de edad ingresa al ejército peruano donde empezó a realizar eventos artísticos en el cuartel de Talara, de ese período proviene su pseudónimo de Indio Mayta, Indio como un recuerdo a su origen y Mayta por el apellido materno de su madre, a quien siempre admiró. Las canciones que entonaba eran de su autoría. Luego ingresaría a la entonces  Guardia Republicana, pero su espíritu de artista fue más fuerte y después de cuatro años dejó el uniforme. En 1957, graba sus primeros temas Tradicionales: Campanitas de Quiruvilca y Anillo de oro. Para mejorar en su estilo musical empieza a estudiar en el Conservatorio Nacional y a seguir cursos de Arte Dramático. Para los años setenta se había convertido ya en un personaje medianamente popular. 
El Gobierno Revolucionario de las Fuerzas Armadas encabezado por el general Juan Velasco Alvarado lo contrató para promover la Reforma Agraria en el país, es en una de estas giras que conoce a un promotor musical que le brindaría la oportunidad de su vida: un viaje a México, en ese país se relaciona con su compatriota Pepe Ludmir, quien reconoció en el Indio Mayta un invalorable talento. Entre muchas de sus presentaciones se le ofreció la oportunidad de participar en Cine: “México en Lima”, de esa manera regresó al Perú y posteriormente participó de dos películas más.

### Consagración musical
Gracias a la estrecha relación con Ludmir, tuvo la oportunidad de tener un paso por la televisión peruana, participando en programa como Danzas y canciones y luego para el Show de Topo Gigio, dos sintonizados programas de Panamericana Televisión. De esa manera se hizo una figura reconocida a nivel nacional. 
Junto con su grupo, "El Indio Mayta y los Huiracochas", se hacen reconocidos a nivel nacional. De esta época provienen sus clásicas canciones "El serranito", "Carolina", "La Matarina" y muchas más que se convirtieron en símbolos de la población migrante de esos años. Muchas de sus canciones eran del estilo de las coplas cajamarquinas, muy populares en esa región en la época del carnaval, el mismo que siempre difundió a nivel nacional e internacional.La canción  "La Matarina" tiene mucha acogida en todo el Perú, y como esta canción empieza De Oxamarca soy señore [sic] muchos creyeron que el era de Oxamarca y no es así, él nació en Quinuamayo una zona de la Hacienda Pallan de ese entonces, perteneciente al distrito de Miguel Iglesias.

### Últimos años
En sus últimos años el Indio Mayta hizo apariciones musicales esporádicas. En el distrito limeño de Puente Piedra abrió un restaurante turístico de comida cajamarquina, aunque siguió viviendo con su segunda esposa, María Julia Castañeda en el distrito de San Juan de Lurigancho. Murió víctima del cáncer el 19 de junio de 2010.

## Importancia musical
“El Indio Mayta”, es el principal difusor de la música cajamarquina a nivel nacional e internacional, no solamente es un icono del canto vernácular del país, es un emprendedor luchador por la reivindicación del artista. Fue condecorado por la Municipalidad Distrital de San Juan de Lurigancho, por su aporte a la cultura y música del Perú. 
"La Matarina", es considerado un clásico de la música peruana. Muchos autores y grupos musicales como Pepe Alva , Jean-Paul Satrauss y La Sarita han hecho sus propias versiones de esta canción.